# Regeringen Steen I

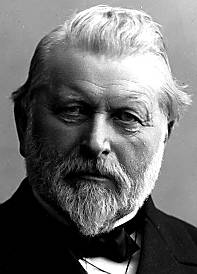
Johannes Steen

Regeringen Steen I var en norsk regering som tillträdde den 6 mars 1891. Det var en ren Venstre-regering. Statsminister var Johannes Steen och Norges statsminister i Stockholm var Otto Blehr. Regeringen lämnade in sin avskedsansökan den 29 juni 1892, men fortsatte efter enhällig uppmaning från Stortinget. Regeringen lämnade in en ny avskedsansökan i april 1893, och avgick den 2 maj 1893.